# Oschiri
Oschiri – miejscowość i gmina we Włoszech, w regionie Sardynia, w prowincji Sassari.
Według danych na rok 2021 gminę zamieszkiwało 3074 osób, 14,26 os./km². Graniczy z Alà dei Sardi, Berchidda, Buddusò, Ozieri, Pattada, Tempio Pausania i Tula.